# ECHL 1990/91
Die Saison 1990/91 war die dritte reguläre Saison der East Coast Hockey League (ECHL). Die elf Teams absolvierten in der regulären Saison je 64 Begegnungen. Das punktbeste Team der regulären Saison waren die Knoxville Cherokees, während die Hampton Roads Admirals in den Play-offs erstmals den Riley Cup gewannen.

## Teamänderungen
Folgende Änderungen wurden vor Beginn der Saison vorgenommen:
- Im Zuge einer Ligaerweiterung wurden die Cincinnati Cyclones aufgenommen.
- Im Zuge einer Ligaerweiterung wurden die Louisville Icehawks aufgenommen.
- Im Zuge einer Ligaerweiterung wurden die Richmond Renegades aufgenommen.
- Die Virginia Lancers änderten ihren Namen in Roanoke Valley Rebels.

## Reguläre Saison

### Abschlusstabellen
Abkürzungen: GP = Spiele, W = Siege, L = Niederlagen, T = Unentschieden, OTL = Niederlage nach Overtime, GF = Erzielte Tore, GA = Gegentore, Pts = Punkte
| East Division          | GP | W  | L  | OTL | GF  | GA  | Pts |
| ---------------------- | -- | -- | -- | --- | --- | --- | --- |
| Hampton Roads Admirals | 64 | 38 | 20 | 6   | 300 | 248 | 82  |
| Johnstown Chiefs       | 64 | 32 | 29 | 3   | 324 | 287 | 67  |
| Erie Panthers          | 64 | 31 | 30 | 3   | 302 | 302 | 65  |
| Richmond Renegades     | 64 | 29 | 29 | 6   | 300 | 307 | 64  |
| Roanoke Valley Rebels  | 64 | 26 | 31 | 7   | 218 | 295 | 59  |

| West Division              | GP | W  | L  | OTL | GF  | GA  | Pts |
| -------------------------- | -- | -- | -- | --- | --- | --- | --- |
| Knoxville Cherokees        | 64 | 46 | 13 | 5   | 377 | 230 | 97  |
| Cincinnati Cyclones        | 64 | 37 | 24 | 3   | 285 | 281 | 77  |
| Greensboro Monarchs        | 64 | 34 | 27 | 3   | 275 | 268 | 71  |
| Louisville Icehawks        | 64 | 31 | 29 | 4   | 251 | 309 | 66  |
| Nashville Knights          | 64 | 29 | 31 | 4   | 307 | 317 | 62  |
| Winston-Salem Thunderbirds | 64 | 20 | 41 | 3   | 228 | 323 | 43  |

## Riley-Cup-Playoffs
| Riley-Cup-Viertelfinale | Riley-Cup-Viertelfinale | Riley-Cup-Viertelfinale |    |               | Riley-Cup-Halbfinale | Riley-Cup-Halbfinale | Riley-Cup-Halbfinale |  |  | Riley-Cup-Finale | Riley-Cup-Finale | Riley-Cup-Finale |
|                         |                         |                         |    |               |                      |                      |                      |  |  |                  |                  |                  |
| E1                      | Hampton Roads           | 3                       |    |               |                      |                      |                      |  |  |                  |                  |                  |
| E4                      | Richmond                | 1                       |    |               |                      |                      |                      |  |  |                  |                  |                  |
| E4                      | Richmond                | 1                       | E1 | Hampton Roads | 4                    |                      |                      |  |  |                  |                  |                  |
|                         |                         |                         | E1 | Hampton Roads | 4                    |                      |                      |  |  |                  |                  |                  |
|                         | E2                      | Johnstown               | 1  |               |                      |                      |                      |  |  |                  |                  |                  |
| E2                      | E2                      | Johnstown               | 1  | Johnstown     | 3                    |                      |                      |  |  |                  |                  |                  |
| E2                      |                         |                         |    | Johnstown     | 3                    |                      |                      |  |  |                  |                  |                  |
| E3                      | Erie                    | 2                       |    |               |                      |                      |                      |  |  |                  |                  |                  |
| E3                      | Erie                    | 2                       | E1 | Hampton Roads | 4                    |                      |                      |  |  |                  |                  |                  |
|                         |                         |                         |    | Hampton Roads | 4                    |                      |                      |  |  |                  |                  |                  |
|                         | W3                      | Greensboro              | 1  |               |                      |                      |                      |  |  |                  |                  |                  |
| W2                      | W3                      | Greensboro              | 1  | Cincinnati    | 1                    |                      |                      |  |  |                  |                  |                  |
| W2                      |                         |                         |    | Cincinnati    | 1                    |                      |                      |  |  |                  |                  |                  |
| W3                      | Greensboro              | 3                       |    |               |                      |                      |                      |  |  |                  |                  |                  |
| W3                      | Greensboro              | 3                       | W3 | Greensboro    | 4                    |                      |                      |  |  |                  |                  |                  |
|                         |                         |                         | W3 | Greensboro    | 4                    |                      |                      |  |  |                  |                  |                  |
|                         | W4                      | Louisville              | 0  |               |                      |                      |                      |  |  |                  |                  |                  |
| W4                      | W4                      | Louisville              | 0  | Louisville    | 3                    |                      |                      |  |  |                  |                  |                  |
| W4                      |                         |                         |    | Louisville    | 3                    |                      |                      |  |  |                  |                  |                  |
| W1                      | Knoxville               | 0                       |    |               |                      |                      |                      |  |  |                  |                  |                  |

### Riley-Cup-Sieger
| Riley-Cup-Sieger Hampton Roads Admirals | Mark Bernard, Pat Bingham, Rick Boyd, John East, Dave Flanagan, Dave Gagnon, Kent Hawley, Murray Hood, Kurt Kabat, Darcy Kaminski, Glen Kehrer, Olaf Kölzig, Dennis McEwen, Harry Mews, Dean Morton, Al Murphy, Billy Nolan, Jody Praznik Trainer: John Brophy |

## Vergebene Trophäen
| Auszeichnung                                                        | Spieler                   | Team                   |
| ------------------------------------------------------------------- | ------------------------- | ---------------------- |
| ECHL Coach of the Year Bester Trainer                               | Don Jackson               | Knoxville Cherokees    |
| ECHL Most Valuable Player Bester Spieler der regulären Saison       | Stan Drulia               | Knoxville Cherokees    |
| Riley Cup Playoffs Most Valuable Player Bester Spieler der Playoffs | Dave Flanagan Dave Gagnon | Hampton Roads Admirals |
| ECHL Rookie of the Year Bester Rookie der regulären Saison          | Daniel Gauthier           | Knoxville Cherokees    |
| ECHL Defenseman of the Year Bester Verteidiger der regulären Saison | Brett McDonald            | Nashville Knights      |
| ECHL Leading Scorer Bester Scorer der regulären Saison              | Stan Drulia               | Knoxville Cherokees    |
| Riley Cup Gewinner der ECHL-Playoffs                                | Hampton Roads Admirals    | Hampton Roads Admirals |
| Henry Brabham Cup Bestes Team der regulären Saison                  | Knoxville Cherokees       | Knoxville Cherokees    |